# Болдырев, Александр Николаевич
Алекса́ндр Никола́евич Бо́лдырев (29 мая 1909, Санкт-Петербург — 4 июня 1993, там же) — советский и российский востоковед-иранист. Доктор филологических наук, профессор. Заслуженный деятель науки Таджикской ССР, профессор Ленинградского университета (1955).

## Биография
Родился в семье Николая Васильевича Болдырева, приват-доцента кафедры философии права Петербургского университета и Елизаветы Васильевны (в девичестве Лавровой), дочери В. И. Лаврова, генерала, героя Русско-турецкой войны 1877—1878 годов. Портрет Е. В. Лавровой кисти И. Е. Репина «Женщина в красном» 1890 года хранится в Русском музее. Его дядя со стороны отца — Александр Васильевич Болдырев (1896—1941) преподавал классическую филологию в Петербургском университете, был автором популярного и ныне учебника латинского языка. В 1929 году был репрессирован, отбывал часть срока на Соловках.
В 1927 году А. Н. Болдырев окончил немецкую школу № 41 ФЗД (б. Петришуле) и поступил на кафедру иранской филологии Ленинградского университета, которую досрочно окончил в 1931 году.
В 1931—1933 годах работал старшим ассистентом кафедры иностранных языков Инженерно-экономического института им. В. М. Молотова. В 1933—1936 годах работал по договору старшим научным сотрудником в Таджикистанском филиале Академии наук СССР в Сталинабаде, где занимался сбором фольклорных и литературных материалов, исследованием рукописей. По совместительству работал в Таджикской Государственной публичной библиотеке в отделе рукописей и комплектования.
В 1936 году женился на Галине Граменицкой, в 1937 году у них родилась дочь Мария.
В конце 1936 года возвратился в Ленинград «для обработки накопленных материалов, повышения квалификации и подготовки диссертации» и поступил в Отдел Востока Эрмитажа на должность старшего научного сотрудника, где работал под руководством академика И. А. Орбели. Одновременно в 1937—1942 годах состоял преподавателем филологического факультета ЛГУ, читал курсы «Персидский язык», «История таджикской литературы», «История персидской литературы».
30 июля 1941 года успешно защитил диссертацию «Фольклор и литература Бадахшана».
С 9 декабря 1941 года по 14 августа 1948 год вёл дневник, посвящённый жизни в блокадном Ленинграде и послевоенной жизни, который в 1998 году публикуется в виде книги «Осадная Запись (блокадный дневник)».
В апреле — июне 1942 года находился на военной службе в качестве переводчика в рядах Балтийского флота.
1 июля 1942 года был принят старшим научным сотрудником в Институт востоковедения АН СССР. 28 августа 1942 года зачислен по совместительству в Публичную библиотеку на должность главного библиотекаря ОК. Выполнял различные поручения, связанных с поступлением в библиотеку книг и рукописей из частных библиотек Ленинграда. 17 сентября 1942 уволился «ввиду невозможности дальнейшего совмещения работы в библиотеке с основной работой в АН», где в это время на него была возложена ответственность за обеспечение сохранности восточных рукописей в условиях осажденного города.
В 1944 году возобновил чтение лекций на восточном факультете ЛГУ, куда в начале 1950 года перешёл на основную работу и занял кафедру иранской филологии, которую бессменно возглавлял до 1981 года.
В 1947 году развёлся со своей первой женой Галиной Граменицкой и женился на востоковеде Виринее Гарбузовой.
23 июня 1954 года защитил докторскую диссертацию на тему «Таджикский писатель XVI в. Зайн-ад-дин Васифи и его произведение „Удивительные события“». В 1955 году получил звание профессора.
Умер 4 июня 1993 года после тяжёлой болезни в Петербурге, похоронен на Серафимовском кладбище.

## Награды
- орден Трудового Красного Знамени
- орден «Знак Почёта» (17.05.1944)
- медали